# Discothyrea clavicornis
Discothyrea clavicornis är en myrart som beskrevs av Carlo Emery 1897. Discothyrea clavicornis ingår i släktet Discothyrea och familjen myror. Inga underarter finns listade i Catalogue of Life.